# جيفري جون
جيفري جون (بالفرنسية: Jeffrey John)‏ هو منافس ألعاب قوى فرنسي، ولد في 6 يونيو 1992 في كوربفوا في فرنسا.

## وصلات خارجية
- جيفري جون على موقع الاتحاد الدولي لألعاب القوى (الإنجليزية)
- جيفري جون على موقع الاتحاد الفرنسي لألعاب القوى (الفرنسية)
- جيفري جون على موقع Paralympic.org (الإنجليزية)
- جيفري جون على موقع اللجنة البارالمبية الفرنسية (الفرنسية)